# Lorenzo Guetti
Lorenzo Guetti (6. února 1847 Vigo Lomaso – 19. dubna 1898 Fiavè) byl rakouský římskokatolický duchovní a politik italské národnosti z Tyrolska (respektive z Jižního Tyrolska), na konci 19. století poslanec Říšské rady.

## Biografie
Studoval gymnázium a kněžský seminář v Trentu. 31. července 1870 byl vysvěcen na kněze. Několik let působil na faře v Terragnolo. V roce 1878 byl jmenován farářem v Quadra Bleggio. Patřil mezi zakladatele družstevního hnutí v Trentu. Od roku 1890 zastával úřad předsedy výboru Comitato diocesano trentino della Società austriaca di San Raffaele. Roku 1895 se podílel na vzniku družstevní střechové organizace Federazione delle Casse rurali e dei Sodalizi cooperativi del Trentino. Od roku 1893 žil ve Fiavè. Byl i politicky aktivní. Od roku 1891 do roku 1898 byl poslancem Tyrolského zemského sněmu, kde zastupoval region Giudicarie.
Byl i poslancem Říšské rady (celostátního parlamentu Předlitavska), kam usedl ve volbách roku 1897 za kurii všeobecnou v Tyrolsku, 3. volební obvod: Borgo, Cavalese, Cles atd. Poslancem byl do své smrti roku 1898, pak ho v parlamentu nahradil Antonio Brusamolin. Ve volebním období 1897–1901 se uvádí jako Lorenzo Guetti, kněz a kurát, bytem Fiavè.
Ve volbách roku 1897 kandidoval do Říšské rady jako italský konzervativní kandidát. V parlamentu se pak připojil k Italskému klubu.
Zemřel v dubnu 1898.